# Hrastovac (Kakanj, BiH)
Hrastovac je naseljeno mjesto u općini Kakanj, Federacija Bosne i Hercegovine, BiH.

## Stanovništvo

### 1991.
Nacionalni sastav stanovništva 1991. godine, bio je sljedeći:
ukupno: 299
- Muslimani - 299

### 2013.
Nacionalni sastav stanovništva 2013. godine, bio je sljedeći:
ukupno: 205
- Bošnjaci - 204
- ostali, neopredijeljeni i nepoznato - 1